# كيلي موناكو
كيلي ماري موناكو (بالإنجليزية: Kelly Monaco) (ولدت في 23 مايو 1976) ممثلة وعارضة أزياء وشخصية تلفزيون الواقع أمريكية، استطاعت الفوز في الموسم الأول من برنامج تلفزيون الواقع مسابقة الرقص مع النجوم.

## روابط خارجية
- كيلي موناكو على موقع IMDb (الإنجليزية)
- كيلي موناكو على موقع ألو سيني (الفرنسية)
- كيلي موناكو على موقع أول موفي (الإنجليزية)
- كيلي موناكو على موقع إن إن دي بي (الإنجليزية)
- كيلي موناكو على موقع قاعدة بيانات الفيلم (الإنجليزية)
- كيلي موناكو على موقع كينوبويسك (الروسية)
- قالب:TV Guide
- @kellymonaco1 على تويتر.
- كيلي موناكو على إنستغرام
- Kelly Monaco نسخة محفوظة 24 أغسطس 2017 على موقع واي باك مشين. on TV.com نسخة محفوظة 20 مايو 2019 على موقع واي باك مشين.